# Дельта (Астраханская область)
Де́льта — посёлок в Красноярском районе Астраханской области, входит в состав Бузанского сельсовета.

## Физико-географическая характеристика
Посёлок расположен в юго-западной части Красноярского района. Расстояние до Астрахани составляет 32 километров (до центра города), до районного центра села Красный Яр — 27 километров, до административного центра сельского поселения села Новоурусовка — 5 километров.Дельта, как и вся Астраханская область, находится в часовой зоне МСК+1. Смещение применяемого времени относительно UTC составляет +4:00.

## История
В 1969 г. указом президиума ВС РСФСР поселок железнодорожной станции Дельта переименован в Дельта.

## Население
| 2002 | 2010 | 2011 | 2012 | 2013 |
| ---- | ---- | ---- | ---- | ---- |
| 83   | ↘72  | ↗89  | ↘83  | ↗86  |

51 % населения составляют русские, оставшиеся сорок девять разделены между казахами, астраханскими татарами и другими этническими группами.
| Национальность | Численность (2010). | Процент |
| -------------- | ------------------- | ------- |
| Казахи         | 17                  | 24,3%   |
| Татары         | 17                  | 24,3%   |
| Русские        | 16                  | 22,9%   |
| Ногайцы        | 3                   | 4,3%    |
| Не указана     | 17                  | 24,3%   |
| Всего          | 70                  | 100%    |

## Транспорт
Около посёлка расположена крупная железнодорожная станция Дельта. Через станцию ежедневно проходят пригородные поезда, следующие по маршруту Аксарайская II — Кутум и обратно, Дельта — Кутум. На станции также останавливается поезд дальнего следования Грозный — Волгоград.
В двух километрах к востоку от посёлка, за Тальниковым находится трасса, по которой проходят автобусы, связывающие посёлок с Астраханью, Аксарайским, Ахтубинском, Харабалями, Сасыколями, Вишнёвым, Заволжским, Речным, Нижним Баскунчаком и Досангом.